# Meýlis Annaberdiýew
Meýlis Annaberdiýew (ur. 24 listopada 1985) – turkmeński szachista, arcymistrz od 2022 roku.

## Kariera szachowa
W 2002 roku zajął, 13.miejsce w mistrzostwach świata juniorów. Brał udział w turnieju Hotel Sajam 14 GM w 2016 roku, gdzie udało mu się zająć 2. pozycję. W kwietniu 2017 roku zajął 6. miejsce w szachach klasycznych w turnieju GRENKE. W lipcu 2022 roku wziął udział w turnieju Baskent University w Ankarze, gzie zajął 2. miejsce, zdobywając 6,5 pkt. Czterokrotnie reprezentował swój kraj na olimpiadzie szachowej w latach 2002, 2006, 2010 i 2012.
Najwyższy ranking w dotychczasowej karierze osiągnął 1 sierpnia 2021 roku, z wynikiem 2537 punktów.